# Revolver
Revolver là album phòng thu thứ 7 của The Beatles, ra mắt ngày 5 tháng 8 năm 1966. Album được sản xuất bởi George Martin. Các ca khúc trong Revolver có sử dụng nhiều hiệu ứng của guitar điện, kèm với đó là chút folk rock đặc trưng từ album trước đó của họ, Rubber Soul (1965). Ở Anh, 14 ca khúc của album được phát hành trên sóng radio ngay từ tháng 7 năm 1966.
Revolver dễ dàng giành được thứ hạng cao nhất ở các bảng xếp hạng tại Anh và Hoa Kỳ (lần lượt trong 7 và 6 tuần). Tới năm 1987, lần đầu tiên album được thâu lại và ghi dưới dạng CD. Tháng 9 năm 2009, album được thâu lại và chỉnh âm lần nữa. Album nằm ở vị trí số một trong cuốn sách "1000 album vĩ đại nhất" và vị trí thứ 3 trong danh sách "500 album của mọi thời đại" cùng của tạp chí Rolling Stone. Revolver được coi là một trong những album xuất sắc nhất của sự nghiệp ban nhạc The Beatles nói riêng cũng như lịch sử âm nhạc thế giới nói chung.

## Quá trình sản xuất
George Harrison từng nói "Tôi không thấy có gì khác biệt giữa Revolver và Rubber Soul. Với tôi, chúng giống như kiểu Vol.1 và Vol.2 thôi." Thực tế, Revolver phát triển thêm những điều mà The Beatles đã thử nghiệm ở Rubber Soul: cách đi vào vấn đề, cách phát triển tâm lý, sự đam mê và những lợi thế của phòng thu.
~ John Lennon, The Beatles Anthology

### Quan điểm và hoàn cảnh ra đời
Revolver được thu âm trong khoảng thời gian từ ngày 6 tháng 4 cho tới ngày 20 tháng 6 năm 1966. Đây là album mở đầu cho thời kỳ phòng thu của The Beatles và cũng là lúc bắt đầu cho những tư tưởng và dự định mới của nhóm. Thực tế, cả 14 ca khúc của album đều không phải là những ca khúc cơ bản cho một ban nhạc Rock hát live nữa (bao gồm chỉ có 2 guitar, 1 bass và 1 trống) và không có một ca khúc nào được The Beatles trình diễn trong các chương trình của họ tại Đức, Nhật Bản, Mỹ, hay Philippines trong vài mùa hè sau đó.
Khi bắt đầu với Revolver, ban nhạc đã từng muốn đặt tên album là Tomorrow Never Knows – nhan đề một ca khúc cầu kỳ và đầy kỹ thuật phức tạp của phòng thu.
Sau thành công Rubber Soul, The Beatles muốn khám phá những kỹ thuật mới trong sáng tác, thể hiện và thu âm. George Martin giải thích: "Trong phòng thu, mọi thứ diễn ra một cách hiệu quả hơn. Họ nói với tôi về một ý tưởng, họ tìm cách diễn đạt nó, rồi họ lại có những ý tưởng mới, và lại tìm được những cách diễn đạt mới. Khi nghe Revolver, đôi khi người ta nghĩ rằng các chàng trai nghe quá nhiều thứ âm nhạc từ nước Mỹ để rồi tự hỏi "Liệu chúng ta có thể dùng các kỹ xảo này không?" Họ thích những điều hơn cả thế, nhất là khi phối chúng lại, và họ tận dụng rất nhiều những máy chỉnh âm. Họ muốn các âm bằng hơi phải cao và sắc, và thường họ bỏ lược hết tất cả âm bass. Chúng tôi làm như vậy với tất cả các bản thu, và nếu máy chỉnh âm chưa làm hài lòng thì chúng tôi lại tiếp tục thu lại để ưng ý hơn. Chúng tôi vậy đã có những âm thanh thực sự kỳ lạ, điều mà The Beatles và cả thời đại đều ưa thích.".

### Sáng tác và thu âm

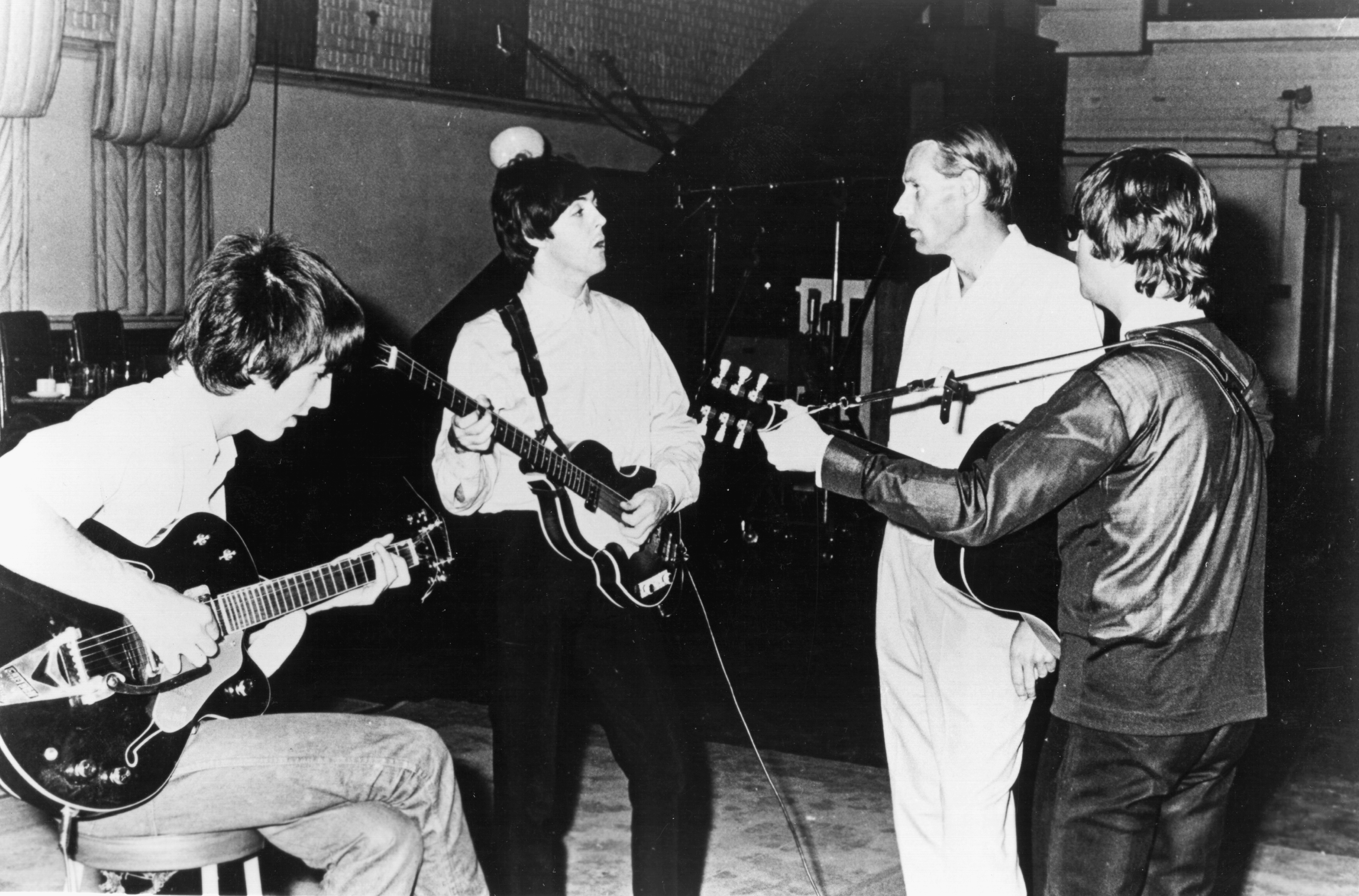
Từ trái qua phải: Harrison, McCartney, Martin và Lennon tại Phòng thu EMI, năm 1966

Geoff Emerick nói: "Điều không thể tin được rằng tất cả các ca khúc đều được thực hiện trong phòng thu. The Beatles chưa từng làm vậy, họ không hề có kinh nghiệm với việc này. Một trải nghiệm đặc biệt khi chiêm ngưỡng từng ca khúc phát triển và hoàn thiện trong 4 bức tường. Gần như mỗi buổi chiều, John, Paul và George mang tới phòng thu những tập giấy với lời và khổ nhạc, và chỉ sau một hai ngày, chúng tôi đã có vài ca khúc mới. Mỗi lần vậy, tôi lại thốt lên "Wow, thế chúng ta sau đó phải làm gì đây?" và điều đó thúc đẩy tôi hoàn thiện tốt hơn những gì chúng tôi vừa làm được."
Ngoài The Beatles và George Martin, các kỹ thuật viên của Abbey Road Studios mới chỉ bắt đầu sự nghiệp của mình. Geoff Emerick là người phụ trách nhưng chưa đầy 20 tuổi. Emerick là người chịu trách nhiệm chính trong các cải tiến về thu âm, chẳng hạn như việc để micro gần với trống nền hơn, giảm âm của trống kick với vải mềm và bass, thiết kế một chiếc loa nhỏ thay cho micro ở phía trước ampli chỉnh âm. Emerick thậm chí bỏ qua các nguyên tắc của EMI và để mặc các Beatle thoải mái thử nghiệm. Một kỹ thuật viên khác của EMI, Ken Townsend, nghĩ ra một công cụ để không còn dội tiếng vọng, Automatic double tracking, đó chính là máy lọc âm flanger.
"I'm Only Sleeping" được ghi âm nhiều lần để có được một đoạn guitar ngược (guitar chơi ngược giai điệu từ cuối bản nhạc lên đầu). Đoạn guitar được chơi bởi George Harrison. Cùng với "Rain" được thu âm trước đó, đây là những ca khúc đầu tiên của lịch sử nhạc rock được thu âm với guitar ngược. Paul McCartney có giải thích vì sao họ khám phá ra cách chơi đó: theo anh, đó là lúc ban nhạc đang chờ đợi phần solo của George Harrison giữa lúc các kỹ thuật viên để lộn mặt băng thu âm. "Có thể sẽ phải chơi ngược. "Cái gì đang xảy ra với những cuộn băng vậy?" Không ai lại mong chờ việc phải chơi ngược cả. Chúng tôi nói: "Ơn Chúa, thật là kỳ diệu, liệu chúng tôi có thể chơi nó bằng hết sức không?" George Martin có vẻ băn khoăn, rồi đồng ý với cách đó, một trong những quyết định táo bạo nhất của một người đàn ông cẩn thận: "Được, tôi nghĩ là có thể." Chúng tôi đã thực hiện nó và chúng tôi rốt cục đã có một bản solo ngược tuyệt hảo. Tiếng đàn nghe như một thứ mà chưa ai từng được nghe."
Sự phát hiện của John Lennon và George Harrison là rất khác nhau. John cũng rất vô tình thu ca khúc "Rain" tại nhà riêng với đoạn solo ngược chỉ trước vài ngày so với "I'm Only Sleeping" và cảm thấy vô cùng hả hê khi tới phòng thu cùng phát hiện mới. Ở phần cuối của "Rain", Harrison cũng cố gắng đổi cách chơi giống "I'm Only Sleeping".
"Tomorrow Never Knows" là ca khúc đầu tiên được thu âm, song lại là ca khúc cuối cùng của album. Ca khúc được thu trên một hợp âm duy nhất (đô), kèm với đó là vài tạp âm được Paul chuẩn bị: những băng thâu tua ngược, hoặc tua nhanh, trộn lẫn với các băng thâu được chỉnh sửa bởi khoảng chục kỹ thuật viên, tạo ra hiệu ứng rõ ràng của psychedelic rock. Những cố gắng của George Martin và đội ngũ của EMI, đứng đầu là Geoff Emerick đã giúp cho ban nhạc thể hiện được tư tưởng của John Lennon: "Như Đạt-lại Lạt-ma đang hát trên núi cao." Họ thực hiện việc đó bằng cách quay micro của John về phía một chiếc hammond organ lớn, cách làm này làm cho tiếng organ trở nên rõ hơn, trong khi giọng hát trở nên xa và vang. George Martin nói: "Trong tất cả các ca khúc của The Beatles, đây là ca khúc duy nhất không thể chỉnh âm lại được vì ta không thể làm được thứ âm thanh như vào lúc đó. Những tạp âm xuất hiện và biến mất rất nhanh trong hiệu ứng âm thanh là không thể tái hiện được.".

## Bìa đĩa
Bìa album được thiết kế bởi nghệ sĩ người Đức Klaus Voormann, một trong những người bạn từ rất lâu của The Beatles từ khi họ còn biểu diễn ở Hamburg. Voormann trình bày các miếng hình cắt dán từ những bức vẽ được thể hiện bởi chính các Beatle theo phong cách của Aubrey Beardsley, kèm với những bức ảnh chụp bởi Robert Whitaker trong giai đoạn 1964-1966. Trong Anthology 3, Voormann cũng dùng bức ảnh của Revolver nhưng thay thế bằng một số hình mới hơn. Bức hình của George Harrison trong bìa cũng được chính Harrison sau này làm bìa cho đĩa đơn của anh, "When We Was Fab".
Bìa album giành giải Grammy cho bìa đĩa xuất sắc nhất vào năm 1966.
Tên album, "Revolver" ("khẩu súng lục", hay "người giải phóng"), thực sự là một điều gây nhiều tò mò. The Beatles cũng gặp khó khăn trong việc giải thích tên gọi này. Đã có nhiều phỏng đoán. Barry Miles trong cuốn sách Paul McCartney: Many Years from Now nói thực chất ban nhạc muốn tên "Abracadabra", song tên này cũng đã bị sử dụng; sau đó ý tưởng đã thay đổi: Lennon muốn tên là "Four Sides of the Eternal Triangle", trong khi Starr lại thích "After Geography" để đối lập với album Aftermath của The Rolling Stones, rồi sau đó là "Magic Circles", "Beatles on Safari", "Pendulum". Cuối cùng họ thống nhất "Revolver" trong một chuyến lưu diễn ở Nhật Bản mùa hè năm 1966.

## Đóng góp thành viên
Trong thời gian đầu của The Beatles, ban nhạc chỉ đề cập tới tình yêu và các cô gái. "Nowhere Man" trong Rubber Soul năm 1965 là ca khúc đầu tiên của họ thoát khỏi tư tưởng này. Với Revolver, quan điểm này được hoàn thiện, bổ sung bởi những ý tưởng và tính cách khác nhau của từng thành viên. Nói cách khác, từ Revolver, âm nhạc của The Beatles là trải nghiệm của các thành viên chứ không còn là những câu chuyện tưởng tượng, như vào thời kỳ Beatlemania trước kia.
Đối với Lennon-McCartney, họ vẫn cùng nhau thảo luận và tạo nên những sáng tác bất hủ. Song tính cá nhân đã thể hiện rõ ràng hơn: họ thường mang tới cho nhau xem một tác phẩm hoàn chỉnh, và người kia chỉ có thể thêm được chút ít đoạn luyến láy, chút ý tưởng về giai điệu hoặc ca từ.
John Lennon là người sáng tác các ca khúc "I'm Only Sleeping", "And Your Bird Can Sing", "She Said She Said" và "Doctor Robert". Ảnh hưởng bởi LSD, anh đã đưa những trải nghiệm về sử dụng chất kích thích của mình vào các ca khúc. "Doctor Robert" kể về một vị bác sĩ người New York kê đơn sử dụng amphetamin. Chuyến đi Los Angeles là nội dung của "She Said She Said", trong khi đó "Tomorrow Never Knows" là một chuyến hành lễ ở Tây Tạng. "And Your Bird Can Sing", ca khúc mang tính psychedelic rock nhất của album, được chơi guitar theo hơi hướng mà người ta có thể thấy trong "Ticket to Ride".
Đối với Paul McCartney, anh sử dụng nhiều hơn hòa âm của các nhạc cụ khác. "For No One", "Here, There and Everywhere" và "Eleanor Rigby" xuất phát trong những giai đoạn đầu của mối tình của anh với Jane Asher: "For No One" được sáng tác sau một cuộc cãi nhau, "Here, There and Everywhere", với cảm hứng từ hòa ca của The Beach Boys, là lý tưởng của anh về tình yêu hoàn hảo. "Eleanor Rigby" là câu chuyện của một nữ tu cô đơn trong nhà thờ, được bè chỉ bởi dàn dây 4 người. McCartney cũng viết cho Ringo Starr một trong những ca khúc bất hủ của ban nhạc, "Yellow Submarine", ca khúc sau này trở thành bộ phim và album theo kèm của The Beatles. "Eleanor Rigby" và "Yellow Submarine" cùng xuất hiện ở mặt A trong đĩa đơn của Revolver. McCartney cũng là tác giả của "Good Day Sunshine", một ca khúc lấy ý tưởng của The Lovin' Spoonful, và "Got to Get You into My Life", một ca khúc nói về trải nghiệm dùng thuốc kích thích theo chủ đề của Lennon.
George Harrison tranh thủ thể hiện những trải nghiệm về sáng tác của mình trong album, với 3 ca khúc, trong đó có ca khúc mở đầu, "Taxman". Với "Love You To", Harrison đã thực sự say mê những nhạc cụ Ấn Độ, nhất là cây đàn sitar. Trong "I Want to Tell You", lần đầu Harrison nói với người nghe những khó khăn của anh trong việc diễn đạt.

## Đón nhận của công chúng
| Đánh giá chuyên môn | Đánh giá chuyên môn |
| Nguồn đánh giá      | Nguồn đánh giá      |
| Nguồn               | Đánh giá            |
| ------------------- | ------------------- |
| Allmusic            | [ 14 ]              |
| BBC                 | tích cực            |
| Blender             | [ 16 ]              |
| Pitchfork Media     | (10/10)             |
| The Daily Telegraph | [ 18 ]              |
| Rolling Stone       | [ 19 ]              |
| Sputnikmusic        | [ 20 ]              |

Revolver phát hành ngày 5 tháng 8 năm 1966, sau một chút so với Pet Sounds của The Beach Boys, và là câu trả lời của The Beatles tới ban nhạc phía bên kia đại dương. Album có được thành công vang dội ở 2 bên bờ Đại Tây Dương. Với album, The Beatles cân bằng kỷ lục của Elvis Presley với 7 LP đứng đầu bảng xếp hạng. Tại Anh, album vươn lên số 1 tại UK Albums Chart ngày 13 tháng 8 và chiếm giữ 7 tuần liên tiếp. Đây là album bán chạy thứ hai của năm 1966, sau album The Sound of Music. Ở Mỹ, Revolver cũng có 6 tuần trên đỉnh của Billboard 200 và 5 lần có được chứng chỉ bạch kim của RIAA.
Vào tháng 8 năm 1966, Ray Davies, trưởng nhóm The Kinks, bình luận về các ca khúc của album trên tạp chí Disc and Music Echo Magazine. Davies nhận xét "Yellow Submarine" là một ca khúc ngớ ngẩn, "Taxman" bộc lộ nhiều hạn chế, song với "Here, There And Everywhere", "I'm Only Sleeping" và "Good Day Sunshine", anh đánh giá The Beatles đã trở về đúng với những con người của họ. Davies tuy vậy vẫn thích Rubber Soul hơn.
Revolver thực tế được coi là một trong những album nhạc Rock xuất sắc nhất, được đặt ở vị trí trang trọng trong những bảng xếp hạng của Rolling Stone, Time, Q và VH1. PopMatters gọi album là "sản phẩm của những người xuất sắc nhất của nhạc pop, với tất cả tính nghệ thuật và sự thành tâm." Allmusic nói "album đỉnh cao của mọi đỉnh cao chỉ sau Sgt. Pepper."

## Danh sách bài hát
Tất cả các ca khúc được viết bởi Lennon-McCartney, các sáng tác khác được ghi chú bên cạnh.
| Mặt A | Mặt A                           | Mặt A     | Mặt A      |
| STT   | Nhan đề                         | Hát chính | Thời lượng |
| ----- | ------------------------------- | --------- | ---------- |
| 1.    | "Taxman" (George Harrison)      | Harrison  | 2:39       |
| 2.    | "Eleanor Rigby"                 | McCartney | 2:08       |
| 3.    | "I'm Only Sleeping"             | Lennon    | 3:02       |
| 4.    | "Love You To" (George Harrison) | Harrison  | 3:01       |
| 5.    | "Here, There and Everywhere"    | McCartney | 2:26       |
| 6.    | "Yellow Submarine"              | Starr     | 2:40       |
| 7.    | "She Said She Said"             | Lennon    | 2:37       |

| Mặt B | Mặt B                                  | Mặt B     | Mặt B      |
| STT   | Nhan đề                                | Hát chính | Thời lượng |
| ----- | -------------------------------------- | --------- | ---------- |
| 1.    | "Good Day Sunshine"                    | McCartney | 2:10       |
| 2.    | "And Your Bird Can Sing"               | Lennon    | 2:02       |
| 3.    | "For No One"                           | McCartney | 2:01       |
| 4.    | "Doctor Robert"                        | Lennon    | 2:15       |
| 5.    | "I Want to Tell You" (George Harrison) | Harrison  | 2:30       |
| 6.    | "Got to Get You into My Life"          | McCartney | 2:31       |
| 7.    | "Tomorrow Never Knows"                 | Lennon    | 2:57       |

## Phát hành tại Bắc Mỹ
Bản LP của Revolver phát hành bởi Capitol Records là lần cuối cùng hãng có cơ hội được phát hành một ấn bản riêng của The Beatles tại Bắc Mỹ. Các ca khúc "I'm Only Sleeping", "And Your Bird Can Sing" và "Doctor Robert" không có mặt trong album vì đã xuất hiện trong Yesterday and Today đã được phát hành trước đó. Vậy nên album ở Bắc Mỹ chỉ có 11 ca khúc với độ dài 28:20.
Ngày 30 tháng 4 năm 1987, album được ghi lại dưới dạng CD theo ấn bản gốc tại Anh. Tới ngày 21 tháng 7, các ca khúc được phát hành dưới dạng LP và băng từ. Nó được chỉnh âm vào năm 2009.

## Xếp hạng
| Bảng xếp hạng            | Năm  | Vị trí cao nhất |
| ------------------------ | ---- | --------------- |
| UK Albums Chart          | 1966 | 1               |
| Billboard 200 Pop Albums | 1966 | 1               |
| Australian Albums Chart  | 1966 | 1               |

## Thành phần tham gia sản xuất
Theo ghi chép của Mark Lewisohn.
The Beatles
- John Lennon – lead, acoustic và guitar đệm, hát chính, hát nền và hát đuổi, piano, Hammond organ và harmonium, tay vỗ, maraca, xắc sô và các hiệu ứng âm thanh khác.
- Paul McCartney – lead, acoustic và guitar bass, hát chính, hát nền và hát đuổi, piano, clavichord, tay vỗ và hiệu ứng âm thanh.
- George Harrison – lead, acoustic và guitar đệm, hát chính, hát nền và hát đuổi, sitar, tay vỗ, maraca, xắc sô và các hiệu ứng âm thanh khác.
- Ringo Starr – trống và bộ gõ, hát nền và hát đuổi, hát chính trong "Yellow Submarine", tay vỗ, maraca, xắc sô và các hiệu ứng âm thanh khác.

Nghệ sĩ tham gia
- Anil Bhagwat – tabla trong "Love You To".
- Alan Civil – kèn cor trong "For No One".
- Brian Jones, Marianne Faithfull, Neil Aspinall, Pattie Boyd và Donovan – giọng nói trong "Yellow Submarine".
- Geoff Emerick – thu âm và kĩ thuật âm thanh, lồng tiếng diễu hành trong "Yellow Submarine".
- George Martin – nhà sản xuất, thu âm; piano trong "Good Day Sunshine" và "Tomorrow Never Knows", Hammond organ trong "Got to Get You into My Life", lồng tiếng diễu hành trong "Yellow Submarine".
- Mal Evans – trống bass và giọng nói trong "Yellow Submarine".
- Dàn dây trong "Eleanor Rigby", chỉ huy bởi George Martin (và McCartney), bao gồm: Tony Gilbert, Sidney Sax, John Sharpe, Jurgen Hess – violon; Stephen Shingles, John Underwood – viola; Derek Simpson, Norman Jones – cello.
- Dàn hơi trong "Got To Get You Into My Life", chỉ huy bởi George Martin (và McCartney), bao gồm: Eddie Thornton, Ian Hamer, Les Condon – trumpet; Peter Coe, Alan Branscombe – tenor saxophone

## Tôn vinh
Năm 1997, album được xếp hạng album vĩ đại nhất mọi thời đại trong bài báo Music of the Millenium, phối hợp bởi HMV Group, Channel 4, The Guardian và Classic FM. Năm 2000, tạp chí Q xếp Revolver ở vị trí số một trong danh sách 100 Album của Anh vĩ đại nhất. Tạp chí cũng xếp album vào vị trí số 4 trong danh sách Những album vĩ đại nhất mọi thời đại vào năm 2006. Năm 2001, VH1 xếp album là album vĩ đại nhất mọi thời đại, điều mà độc giả tờ Rolling Stone làm tương tự vào năm 2002. Tới năm 2004, Rolling Stone công bố album ở vị trí thứ 3 trong danh sách "500 album vĩ đại nhất", chỉ sau Sgt. Pepper's Lonely Hearts Club Band và Pet Sounds. Năm 2006, Time cũng chọn Revolver là album vĩ đại nhất. Cùng năm, Guitar World xếp hạng 10 cho danh sách Những album guitar xuất sắc nhất. Năm 2010, album được tờ L'Osservatore Romano của Holy See chọn là album vĩ đại nhất mọi thời đại. Album hiện tại vẫn xếp hạng số 9 trong bảng xếp hạng album của Rate Your Music.
Có 3 album hâm mộ được làm theo Revolver: Revolver Jazz của Don Randi Trio (1966); The Revolver Suite của Bozo Allegro (Marx Music, 1998); Revolver Reloaded của nhiều nghệ sĩ (Mojo Records, 2006).